# جيمس توماس ليتش
جيمس توماس ليتش (بالإنجليزية: James Thomas Leach)‏ هو محامي وسياسي أمريكي، ولد في 1805، وتوفي في 28 مارس 1883. انتخب عضو مجلس نواب كارولينا الشمالية.